# Detroit Pistons
Detroit Pistons és una franquícia de bàsquet de l'NBA amb seu a Detroit a l'estat de Michigan. Participa en la Divisió Central de la Conferència Est de l'NBA. Els Pistons es van fundar el 1941. Primer van jugar a l'NBL fins a la seva entrada a l'NBA el 1948. Fins al 1957 l'equip va jugar a Fort Wayne a l'estat d'Indiana. Entre les reeixides de la franquícia hi ha dos campionats de l'NBL i altres tres de l'NBA, dos d'ells consecutius el 1989 i el 1990, i el tercer el 2004. També compten amb set títols de conferència i 15 de divisió (quatre d'ells pertanyen a l'NBL). Els seus partits locals es juguen al pavelló Little Caesars Arena.

## Història de la franquícia
- Fort Wayne Zollner Pistons (1941–1948)
- Fort Wayne Pistons (1948–1957)
- Detroit Pistons (1957–present)

Fundada el 1941 a Fort Wayne, per Fred Zollner, és la franquícia més antiga de l'NBA.
En la dècada dels 80, van formar un equip amb: Isiah Thomas, Bill Laimbeer, Vinnie Johnson, Joe Dumars, Rick Mahorn i Dennis Rodman. Pel seu estil de joc físic, i la intensitat amb la que s'enfrontaven als seus rivals, els Pistons es van guanyar el sobrenom de «Bad Boys». Així, van arribar a les finals dels playoffs, que van perdre contra els Lakers. Un any més tard es va repetir la final de l'NBA, però aquesta vegada els «Bad Boys» van guanyar el títol. L'any següent, el 1990, van guanyar un segon campionat derrotant els Blazers.
El 2000, després d'uns anys de transició mentre les estrelles de la dècada dels 80 es jublilaven, els Pistons van protagonitzar un traspàs amb els Magic, en el qual van canviar dos jugadors pel que encara era jugador franquícia, Grant Hill. Un d'ells va ser Ben Wallace (Big Ben), que va ser la primera pedra dels nous Pistons. Des de llavors, han envoltat Ben d'estrelles emergents, com Chauncey Billups, Richard Hamilton, Tayshaun Prince i Rasheed Wallace. Entrenats per Larry Brown van guanyar el títol de 2004 contra els Lakers, en una final que semblava que la guanyarien els de Los Angeles.

### De Fort Wayne a Detroit
La franquícia va ser fundada sota el nom de Fort Wayne Zollner Pistons, un equip de l'NBL que jugava al North Side High School Gym, a Fort Wayne. Zollner Corporation, el propietari del qual era Fred Zollner, era una factoria que manufacturava pistons per a cotxes i camions. El 1948 l'equip es va convertir en Fort Wayne Pistons, i competeix a la Basketball Association of America. Zollner va reeixir que l'NBL i l'BAA s'unissin i formessin l'NBA. Des d'aquell moment, els Pistons van començar a jugar a l'NBA. Liderats per la seva estrella George Yardley, Fort Wayne Pistons va ser una franquícia molt popular a la lliga i va arribar a les finals el 1954 i el 1955, que ambdues va perdre.
A l'equip la ciutat de Fort Wayne se li estava començant a quedar petita, per la qual cosa el 1957 Zollner va portar als Pistons a Detroit, una ciutat molt més gran que no havia tingut cap equip professional de bàsquet en una dècada. El 1947 la ciutat va perdre els Detroit Gems de l'NBL, que es va mudar a Minneapolis i prendre el nou nom de Minneapolis Lakers (ara a Los Angeles) i els Detroit Falcons de l'BAA, que van desaparèixer. Els nous Detroit Pistons van jugar a l'Olympia Stadium (en aquells dies el pavelló dels Detroit Red Wings de l'NHL) durant les quatre primeres temporades, fins que es van mudar al Cobo Arena. L'equip era una decepció constant, tant en l'esportiu com en el financer.

### Els anys 60 i 70: dècades pobres
Durant les dècades dels 60 i 70, els Pistons es van caracteritzar per plantilles individualistes i febles. Algunes de les estrelles que van jugar en aquests equips van ser Dave DeBusschere, Dave Bing, Jimmy Walker i Bob Lanier. DeBusschere després va ser l'entrenador més jove de la història de l'NBA amb 24 anys, dirigint l'equip des de la temporada 1964-65 fins a la temporada 1966-67, alhora que jugava amb els Pistons (fent d'entrenador-jugador). A la fi de 1968, DeBusschere va ser traspassat als New York Knicks a canvi de Howard Komives i Walt Bellamy, on va guanyar dos campionats. L'era de Bing i Lanier va tenir bons anys, però eren frenats pels Milwaukee Bucks del jove Lew Alcindor i pels Chicago Bulls, equips més forts que jugaven en la seva pròpia divisió. En els anys 70 del segle xx l'equip només va arribar als playoffs en quatre temporades i en tres van ser eliminats tot just començar. El 1976 van aconseguir arribar a les Semifinals de Conferència, però van caure amb Golden State Warriors en sis partits.
El 1974 Zollner va vendre l'equip a Bill Davidson, que es va quedar com el propietari principal del club. Disgustat amb la localització de l'equip al centre de Detroit, Davidson els va mudar al suburbi de Pontiac el 1978. Hi van jugar al Pontiac Silverdome, una estructura construïda pel futbol americà professional i la seu dels Detroit Lions en aquells dies.

### Els anys 80: L'era dels «Bad Boys»
L'equip va tocar fons a la fi dels anys setanta i principi dels vuitanta. Va completar desastroses temporades el 1979-80 (16 victòries i 66 derrotes) i el 1980-81 (5 victòries més). En la temporada 1979-80 els Pistons van perdre els catorze últims partits, en ajuntar-hi les set derrotes amb les quals van començar la següent campanya sumaven en aquells dies el rècord de vint-i-u partits consecutius perduts.
La sort va començar a somriure al club el 1981, quan van seleccionar en el Draft el base Isiah Thomas de la Universitat d'Indiana. Al principi de 1982 van adquirir el pivot Bill Laimbeer procedent de Cleveland Cavaliers i el base Vinnie Johnson de Seattle SuperSonics.

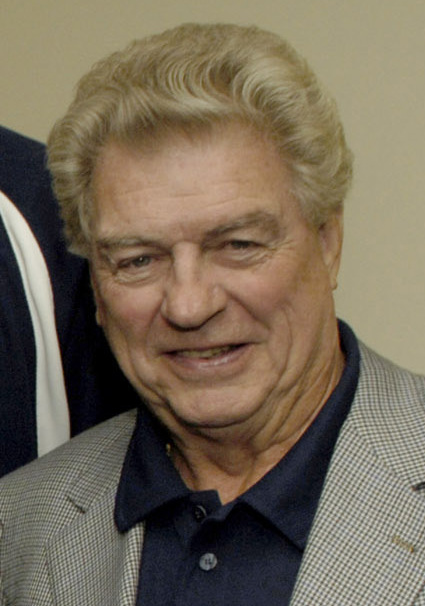
Chuck Daly, ànima dels «Bad Boys» amb els quals va guanyar dos campionats el 1989 i el 1990.

En la temporada 1984-85 la teulada del Silverdome es va esfondrar durant una tempesta. A causa d'això, els Pistons van jugar els seus partits com a locals al Joe Louis Arena, al centre de Detroit. En els playoffs van caure en primera ronda davant dels New York Knicks en cinc partits. A les Semifinals de Conferència de 1985 van ser eliminats en una competida eliminatòria contra els Boston Celtics. Això va deixar clar que encara que van caure eliminats de la postemporada, havia començat una bonica rivalitat entre tots dos. L'any següent, van adquirir Joe Dumars al Draft i Rick Mahorn procedent d'un traspàs amb els Washington Bullets. No obstant això, Atlanta Hawks els va deixar fora en primera ronda. Després d'això, l'entrenador Chuck Daly i l'estrella Isiah Thomas van comprendre que calia crear un equip competitiu i un estil més agressiu.
El 1987 van adoptar un estil molt intens, orientat a la defensa, que ràpidament es va guanyar el sobrenom de «Bad Boys». Van arribar jugadors posteriorment claus en l'equip com van ser John Salley (seleccionat en l'11a posició del Draft), Dennis Rodman (triat en la 27a posició de la segona ronda) i Adrian Dantley (traspassat dels Utah Jazz). L'equip va arribar a les Finals de Conferència, el més lluny que havia avançat des que eren a Forth Wayne, contra els Celtics. Després de quatre disputadíssimes trobades, l'eliminatòria es trobava empatada a dos i amb el cinquè partit gairebé guanyada mancant pocs segons. Després d'una pèrdua de pilota dels Celtics en mans de Thomas, Daly va demanar un temps mort. Larry Bird va robar la passada de banda i l'hi va passar a Dennis Johnson per guanyar el partit. Els Pistons no baixarien els braços, i van guanyar el sisè partit però van perdre en la setena i definitiva trobada a Boston.
Motivats per aquella dura eliminació, els Pistons van ajustar encara més el seu estil «bad-boy» i van venjar les dues eliminacions anteriors davant dels Celtics en les Finals de Conferència de 1988. Els van derrotar en sis partits i van avançar a les Finals de l'NBA per primera vegada des que l'equip s'estava a Detroit. Prèviament van signar la millor temporada de la seva història guanyant 54 partits (rècord del club en aquells dies) i el seu primer títol de la Divisió Central.
La seva primera experiència en les Finals els va enfrontar a Los Angeles Lakers, liderats per Magic Johnson, James Worthy i Kareem Abdul-Jabbar. Després d'un avantatge de 3-2 per a Detroit, l'equip estava serè per guanyar el seu primer títol NBA en la sisena trobada a Los Angeles. En aquell partit, Thomas va anotar 25 punts al tercer quart (rècord en unes Finals) jugant amb una lesió en el turmell. No obstant això, els Lakers van guanyar el partit per 103-102 gràcies a uns tirs lliures finals d'Abdul-Jabbar després d'una falta de Laimbeer, anomenada per ell com a «falta fantasma». Amb un Thomas tocat, els Pistons no van ser capaços de guanyar el setè partit, perdent 108-105, i amb això, el campionat.
Abans de la temporada 1988-89, la franquícia es va moure a Auburn Hills per jugar en un nou pavelló, The Palace of Auburn Hills. Els Pistons van retocar la seva plantilla traspassant Dantley per Mark Aguirre dels Dallas Mavericks. Aquest canvi en principi va ser criticat, però amb el temps lloat. L'equip va aconseguir un nou rècord, guanyant 63 partits i arribant de nou a les Finals amb els Lakers com a rivals. En aquesta ocasió, els Pistons es van venjar escombrant els californians en quatre partits, guanyant així el seu primer campionat i amb Joe Dumars com l'MVP de les Finals.

### Els 90: Campionat i ocàs

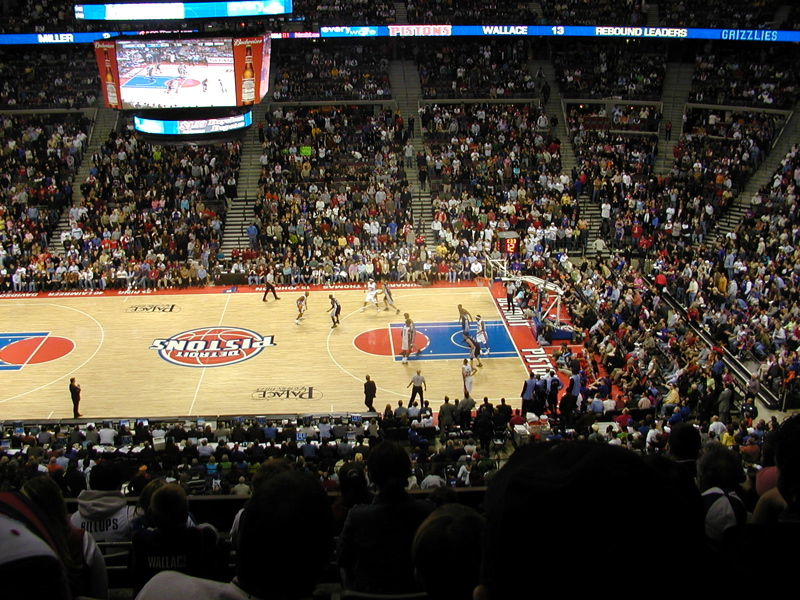
The Palace of Auburn Hills, pavelló dels Pistons a partir dels 90 i finals dels 80.

Els Pistons van defensar reeixidament el seu títol de la temporada 1988-89. Després de guanyar 59 partits i el títol de divisió en la temporada regular, van avançar dues rondes de playoffs i es van jugar una plaça de les Finals de l'NBA davant dels Chicago Bulls de Michael Jordan a les Finals de Conferència. Detroit va guanyar en set partits i va arribar a les Finals de l'NBA per tercera vegada consecutiva, guanyant la decisiva trobada per 93-74. El rival era Portland Trail Blazers. Amb la sèrie empatada a 1, els Pistons viatjaven a Portland, on l'equip no guanyava des de 1974, i hi van guanyar els tres partits i van emportar-se el títol gràcies a una cistella de Vinnie Johnson al cinquè partit, quan mancaven 7 dècimes per al final. Després d'aquest tir, es va guanyar el sobrenom de «007», juntament amb l'original «Microones». Isiah Thomas va ser nomenat l'MVP de les Finals.
Després del campionat, van perdre força en la temporada següent, caient eliminats per 4-0 en les Finals de Conferència davant dels Bulls. Després d'aquesta eliminació, l'equip es va sumir en un llarg període de transició. Jugadors clau com Laimbeer i Thomas es retiraven del bàsquet (el 1993 i el 1994 respectivament) i uns altres com Edwards, Johnson, Salley i Rodman eren traspassats. L'equip va disminuir ràpidament, tocant fons en la temporada 1993-94 amb un balanç de 20-62.
L'equip va millorar després d'aquesta campanya, però encara era en procés de reconstrucció. Com a conseqüència de la desastrosa temporada, els Pistons van poder seleccionar en el Draft de 1994 Grant Hill, fet i fet una de les estrelles de la dècada dels 90 en l'NBA. No obstant això, va haver-hi altres decisions personals equivocades com el traspàs de Rodman a San Antonio Spurs per Sean Elliott; la pèrdua d'Allan Houston, que va marxar com agent lliure a New York Knicks el 1996; els fitxatges d'agents lliures com Christian Laettner, Loy Vaught, Cedric Ceballos i el mort Bison Dele, que no van donar cap rendiment a l'equip; i el continu ball d'entrenadors en vuit anys (Ron Rothstein, Don Chaney, Doug Collins, Alvin Gentry i George Irvine). D'aquells tècnics, solament Collins va reeixir en guanyar 54 partits en la temporada 1996-97. L'equip fins i tot va canviar els seus colors, passant del vermell, blanc i blau al verd blavós, marró i blanc el 1996. Aquest canvi no va agradar gaire als aficionats. Irònicament, aquesta etapa va ser coneguda com «l'era del verd blavós».

### 2000-2008: De nou aspirants
Després de ser escombrats en els playoffs pels Miami Heat, Joe Dumars (que es va jubilar el 1999) va esdevenir president d'operacions de l'equip, un moviment que fet i fet seria decisiu en l'esdevenir de l'equip.

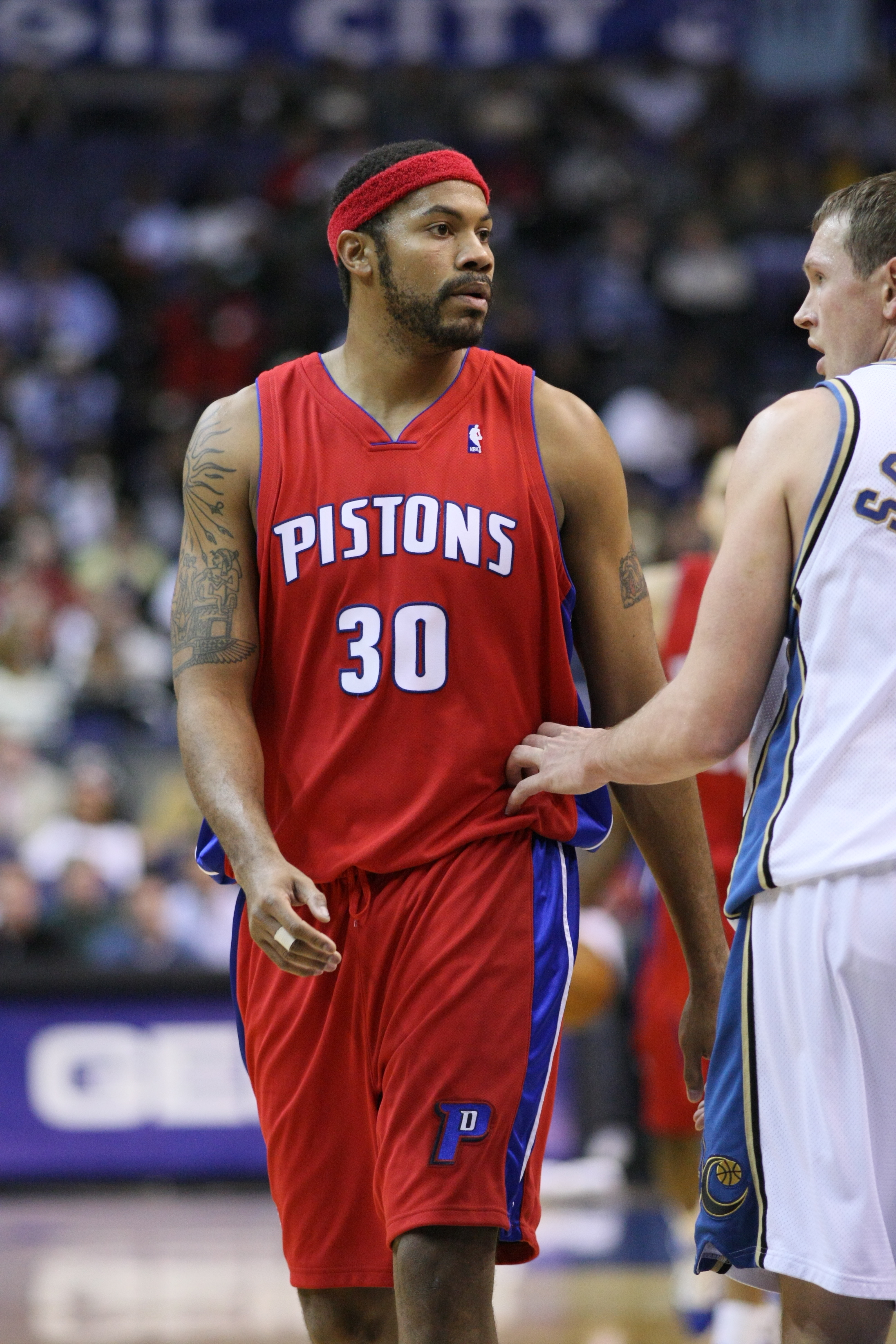
L'arribada de Rasheed Wallace va ser clau en l'anell de 2004.

Van sofrir una altra decebedora temporada el 2000-01 (32-50). Després, Dumars va acomiadar George Irvine i va fitxar Rick Carlisle, un assistent d'entrenador molt respectat, que guiaria l'equip a la primera campanya de 50 o més victòries des de 1997, i a la seva primera ronda de playoffs guanyada des de 1991. Dumars va renovar la plantilla signant com a agent lliure el base Chauncey Billups, traspassant Jerry Stackhouse a Washington Wizards per Richard «Rip» Hamilton, draftejant Tayshaun Prince, i aconseguint Ben Wallace a canvi de Grant Hill el 2000. Els Pistons van ser uns assidus a temporades amb cinquanta o més victòries, arribant a les Finals de Conferència el 2003 per primera vegada des de 1991, on van ser escombrats en quatre partits pels New Jersey Nets.
Sorprenentment, després d'una temporada tan reeixida, Rick Carlisle va ser acomiadat. Els motius eren que a Bill Davidson li semblava que Carlisle era arrogant per mor del seu caràcter tranquil i apagat, això va enfadar el propietari de l'equip. Larry Brown va ser l'encarregat de substituir-lo.
La transformació dels Pistons en un equip campió va ser completada el febrer de 2004, amb el fitxatge de Rasheed Wallace. Van guanyar 54 partits aquesta temporada, el millor balanç de l'equip des de 1997. En els playoffs, van derrotar en la primera ronda fàcilment Milwaukee Bucks en cinc partits, els vigents campions de l'Est New Jersey Nets en set partits en les semifinals, i en les Finals de Conferència Indiana Pacers, entrenats per Rick Carlisle, en sis partits. Per primera vegada des de 1990, van tornar a jugar unes Finals de l'NBA. La majoria dels analistes donaven poques possibilitats als Pistons davant dels seus rivals, els Lakers de Kobe Bryant, Shaquille O'Neal, Karl Malone i Gary Payton. Contra pronòstic, van guanyar l'anell per 4-1 i a punt va estar de ser per una humiliant i caòtica pallissa, gràcies a un triple miraculós de Bryant en el segon partit per portar el partit a la pròrroga i fet i fet guanyar la trobada. En el tercer partit, la defensa dels Pistons va deixar el marcador dels Lakers en 68 punts. Chauncey Billups va ser nomenat MVP de les Finals.

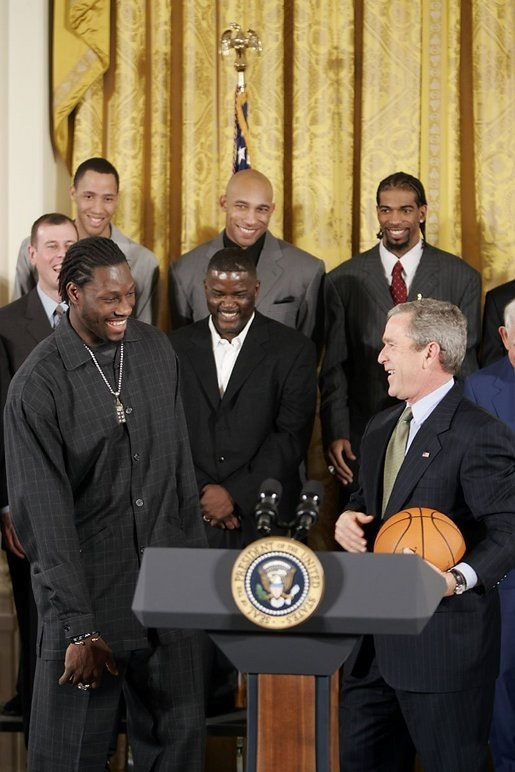
Els Pistons són felicitats pel President George W. Bush després de guanyar l'anell de 2004.

Malgrat que la majoria dels jugadors suplents van deixar l'equip (Mehmet Okur, Mike James i Corliss Williamson), el club continuava sent dels favorits per guanyar l'anell. En la temporada 2004-05 van guanyar 54 partits: la cinquena campanya consecutiva amb cinquanta o més triomfs. Durant els playoffs, van eliminar còmodament Philadelphia 76ers per 4-1 i Indiana Pacers, no amb tantes facilitats, per 4-2, malgrat arribar a perdre l'eliminatòria per 2-1. En les Finals de Conferència es van enfrontar als Miami Heat de Shaquille O'Neal, derrotant-los en una dura sèrie de set partits. Avançaven a les Finals de l'NBA per segon any consecutiu, encara que aquesta vegada no tindrien la mateixa sort. San Antonio Spurs els va guanyar la partida en set trobades (primera final que es decideix en el setè partit des de 1994). Els Spurs es feien, així, amb el seu tercer anell.
Molts van creure que als Pistons li afectarien els problemes antiesportius que van haver d'afrontar durant aquesta temporada. El lamentable espectacle que es va presenciar a The Palace of Auburn Hills el 19 de novembre de 2004 en el partit que enfrontava Indiana contra Detroit va ser un dels incidents més grossos en la història de l'esport americà. Això va provocar sis partits de suspensió a Ben Wallace, encara que la pitjor part la hi va portar el polèmic Ron Artest, que va ser sancionat sense jugar durant tota la temporada per pujar-se a la graderia de l'estadi i copejar els afeccionats que prèviament, i durant la baralla entre ell i Wallace, li van llançar objectes. Un altre problema va ser l'estat de salut de Larry Brown, que juntament amb els incidents del Pacers-Pistons van ser, probablement, alguns motius pels quals va abandonar el seu càrrec a final de la temporada per signar pels Knicks. Els Pistons van contestar fitxant Flip Saunders com el seu substitut.

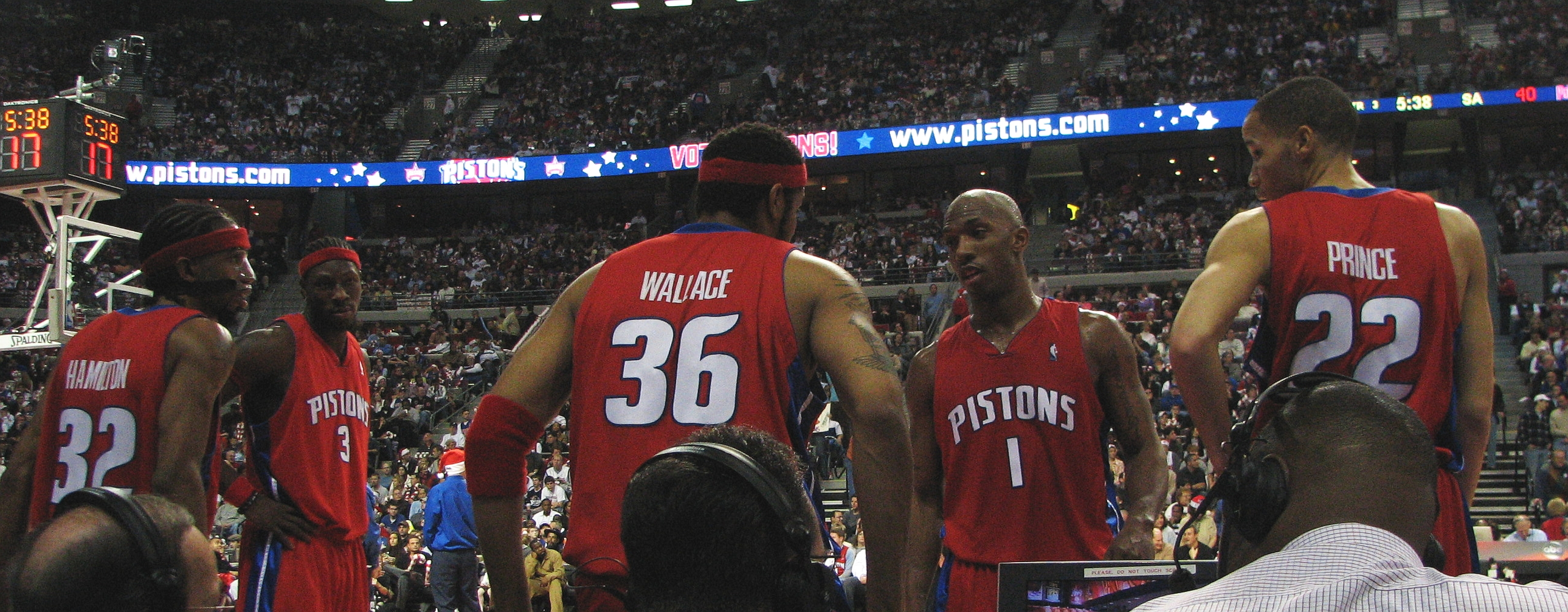
Un dels millors equips de la dècada.

Van començar la temporada 2005-06 amb el millor balanç de la temporada. El seu 37-5 va ser el millor inici d'un equip de Detroit en qualsevol esport americà. Quatre dels cinc jugadors titulars de l'equip, Chauncey Billups, Richard Hamilton, Rasheed Wallace i Ben Wallace, van ser seleccionats per l'All-Star Game, a més de Saunders com a entrenador de l'Est. Van acabar la temporada amb un registre de 64-18, el millor de la seva història. A més, va obtenir un rècord de l'NBA en alinear el mateix quintet durant 73 partits consecutius.
En la primera ronda dels playoffs de 2006 van derrotar Milwaukee Bucks per 4-1 i Cleveland Cavaliers, en la segona ronda, per un dur 4-3, finalment van perdre per 3-2. No obstant això, aquesta vegada els Heat van eliminar els Pistons a les Finals de Conferència en sis partits.
A l'estiu, van perdre Ben Wallace, que se'n va anar com a agent lliure als Chicago Bulls per 60 milions de dòlars i un contracte de quatre anys. En canvi, Detroit oferia els mateixos anys però 48 milions.
En la temporada 2006-07, l'equip va tenir un començament una mica fluix. La nota positiva va arribar el 19 de desembre de 2006, amb el fitxatge de Chris Webber. El jugador va haver endossar-se el dorsal 84, ja que el 4 està retirat en honor de Joe Dumars. Webber va escollir el 84 a petició del seu nebot de 6 anys. Van aconseguir un rècord de 21-15 abans del fitxatge de Webber, i amb ell, el balanç va pujar a 32-14. L'11 d'abril, l'equip es va assegurar el primer lloc de la Conferència Est i l'avantatge de camp en les tres primeres rondes dels playoffs.
Van obrir els playoffs escombrant Orlando Magic en quatre partits i així van guanyar per primera vegada des de 1990 una eliminatòria de la postemporada sense perdre cap partit. A les Semifinals de Conferència van afrontar els Chicago Bulls, que van guanyar els dos primers partits per un marge de 26 i 21 punts respectivament. En el tercer duel, els Pistons van remuntar 19 punts i van vèncer per 81-74, posant el 3-0 en l'eliminatòria. Els Bulls van evitar l'eliminació sortint victoriosos en els dos següents partits, però els Pistons van tancar la sèrie en el sisè partit guanyant 95-85. Van avançar a les Finals de Conferència per cinquè any consecutiu (igualant la ratxa que van tenir des de 1987 fins a 1991), amb els Cleveland Cavaliers de LeBron James com a rivals. Després de guanyar els dos primers partits, uns Cavaliers liderats per un James en un estat de forma espectacular van donar la volta a la sèrie i van eliminar els Pistons per 4-2.
En finalitzar la temporada, Detroit va traspassar Carlos Delfino als Toronto Raptors per les eleccions de la segona ronda dels drafts de 2009 i 2011. Al Draft de 2007, van triar Rodney Stuckey en la 15a posició i Arron Afflalo en la 27a. A més, tant Billups com el jove Amir Johnson i el veterà Antonio McDyess van ser renovats. La temporada 2007-08 marcava la 50a en la història del club. Hi van signar un rècord de 59-23, el segon millor de la lliga darrere de les 66 victòries dels Boston Celtics, primers de l'Est. Als playoffs de 2008, van enfrontar els Philadelphia 76ers en la primera ronda. Després de perdre per 1-0 i 2-1 en l'eliminatòria, van guanyar tres partits consecutius i van accedir a les Semifinals de Conferència. L'equip hi va eliminar els Orlando Magic en cinc partits. En el tercer partit de la sèrie, els Pistons van perdre el base Billups per lesió i els Magic van vèncer per 111-86. Malgrat la seva baixa, l'equip va guanyar els dos partits següents i va assegurar passar a les Finals de Conferència per sisena vegada seguida. Hi van caure davant dels Celtics per 4-2 després de ser derrotats en el sisè partit per 89-81 a Detroit. El 3 de juny de 2008, van anunciar que Saunders no seguiria com a entrenador la següent temporada. Set dies després, l'ex-jugador Michael Curry el va substituir a la banqueta.

### 2008-2011: Fi dels bons temps, reconstrucció
El novembre de 2008, els Pistons traspassen Chauncey Billups, Antonio McDyess i Cheikh Samb a Denver Nuggets a canvi d'Allen Iverson. Al desembre, McDyess va retornar a Detroit.
La temporada va discórrer entre polèmiques i lesions, Iverson no es va adaptar al seu nou rol en l'equip i amb prou feines va aportar. Els Pistons van finalitzar vuitens, aconseguint l'última plaça que dona dret als playoffs, d'on van ser eliminats ràpidament pels Cleveland Cavaliers. Era la primera vegada que eren eliminats en la primera ronda des del 2000. A la fi de la temporada, Iverson va deixar l'equip.
Per a la temporada 2009-10, van contractar Ben Gordon, procedent dels Chicago Bulls i Charlie Villanueva, procedent dels Milwaukee Bucks. Alhora, també van plegar Rasheed Wallace i Antonio McDyess. Poc abans de començar la temporada, contracten el veterà Ben Wallace. La temporada va discórrer igual que l'anterior, però aquesta vegada van finalitzar amb un global de 27-55, rècord negatiu des de 1994, i evidentment perdent el dret als playoffs.

### 2011-present: Nou propietari
L'abril de 2011 Tom Gores va esdevenir el nou propietari de l'equip. Per a la temporada 2011-12, els Pistons van decidir contractar com a entrenador Lawrence Frank, que havia estat assistent dels Boston Celtics. Un altre dels integrants de l'equip campió del 2004, Richard Hamilton se'n va anar cap als Chicago Bulls.
La temporada va ser de transició. Recolzant-se en joves talents com Rodney Stuckey, Brandon Knight o Greg Monroe, van acabar amb un global de 25-41.
Per a la temporada 2012-13, els Pistons van adquirir en el draft el pivot Andre Drummond, a més, en un intercanvi amb els Charlotte Bobcats, va arribar Corey Maggette a canvi de Ben Gordon. A mitjan temporada, va plegar l'últim integrant dels «New Bad Boys» del 2004, Tayshaun Prince, que se'n va anar als Memphis Grizzlies, mentre que els Pistons van rebre el base espanyol José Manuel Calderón dels Toronto Raptors. La mediocre temporada (29-53 i fora dels playoffs) va fer que Lawrence Frank fos destituït.
Per a la temporada 2013-14, els Pistons van triar en el draft Kentavious Caldwell-Pope i van contractar com a entrenador el cèlebre ex-jugador dels Sixers, Maurice Cheeks. En esperar entrar en els playoffs, van fer contractacions per fer un salt endavant. El base Brandon Jennings va arribar en un traspàs amb Milwaukee Bucks a canvi de Brandon Knight, Khris Middleton i Viacheslav Kravtsov. L'estrella dels Atlanta Hawks, Josh Smith, va arribar per quatre anys a raó de 54 milions de dòlars. El base Chauncey Billups, un dels integrants de l'equip campió de 2004 va retornar per aportar experiència i lideratge al conjunt. No obstant això, la temporada no va ser bona. Josh Smith no va demostrar un bon rendiment i els jugadors Greg Monroe, Andre Drummond i Josh Smith no van reeixir compenetrar-se. A la meitat de la temporada, Maurice Cheeks va ser acomiadat, i poc després, Joe Dumars era cessat com a president d'operacions. La temporada va acabar amb el mateix resultat que l'anterior: 29-53.
La temporada 2014-15 suposava un canvi de rumb en vista del fracàs de l'anterior: el veterà entrenador Stan Van Gundy arribava per tornar l'ordre a l'equip, Josh Smith i els Pistons arribaven a un acord per rescindir l'alt contracte de l'aler i el veterà Tayshaun Prince tornava a l'equip amb el qual va ser campió de l'NBA el 2004. En una nova temporada de transició, van acabar amb un 32-50.
Per la temporada 2015-16, van adquirir Stanley Johnson en el draft. L'ala-pivot Greg Monroe abandonava l'equip lliure alhora que arribaven una gran quantitat de jugadors lliures mitjançant traspassos, molts buscant alliberar massa salarial per a les properes temporades.

## Pavellons
- North Side High School Gym (1948-1952)
- War Memorial Coliseum (1952-1957)
- Olympia Stadium (1957-1961)
- Cobo Arena (1961-1978)
- Pontiac Silverdome (1978-1988)
- The Palace of Auburn Hills (1988-2017)
- Little Caesars Arena (2017-present)

## Jugadors destacats

### Membres delBasketball Hall of Fame
- Dave Bing
- Bob Lanier
- Earl Lloyd (com a contribuïdor, no com a jugador o entrenador)
- Isiah Thomas
- Chuck Daly (com a entrenador)

### Per recordar
- Mark Aguirre
- Carlos Arroyo
- Chucky Atkins
- Jon Barry
- Elden Campbell
- Adrian Dantley
- Chris Ford
- Grant Hill
- Allan Houston
- Christian Laettner
- John Long
- Rick Mahorn
- Terry Mills
- Theo Ratliff
- Bill Laimbeer
- Dennis Rodman
- John Salley
- Jerry Stackhouse
- Kelly Tripucka
- Ben Wallace

### Números retirats
- 2 Chuck Daly (no va jugar mai a l'NBA. Representa els dos títols aconseguits per l'equip)
- 4 Joe Dumars
- 11 Isiah Thomas
- 15 Vinnie Johnson
- 16 Bob Lanier
- 21 Dave Bing
- 40 Bill Laimbeer

## Entrenadors i altres
- Larry Brown
- Chuck Daly
- Earl Lloyd
- Gregory Johnson